# N38 (Niger)
Die N38 oder RN38 ist eine hochrangige Straße vom Typ Nationalstraße (französisch route nationale) in der Region Tillabéri in Niger.

## Verlauf und Charakteristik
Die N38 ist insgesamt 150,3 Kilometer lang. Sie beginnt im Departementshauptort Balleyara als Abzweigung von der N25. Im Dorf Fandou Mayaki zweigt links die Route 664 nach Dingazi ab. Die N38 führt weiter durch die Dörfer Fandou Béri und Attaloga. Beim Dorf Farka Kalley kreuzt sie die N33 zwischen Tillabéri und Filingué. Danach verläuft sie durch die Dörfer Gosso, Garbey und Soumatt. Sie mündet schließlich im Departementshauptort Banibangou in die N24.
Es handelt sich bei der N38 durchgängig um eine moderne Erdstraße.